# Clara Sandri
Clara Sandri (Chur, 2 mei 1918 - Samedan, 31 januari 2004) was een Zwitserse laborante en histologe.

## Biografie
Clara Sandri was een dochter van Arthur Sandri en van Susanne Ursula Giacometti. Na haar schooltijd aan de kantonnale school van Chur volgde ze van 1939 tot 1941 in Bern een opleiding tot laboratoriumassistente. Dit beroep oefende ze nadien uit in Chur, Davos, Sankt Gallen en Zürich. Van 1961 tot 1984 was ze hoofdlaborante histologie en elektronenmicroscopie van een nieuw neurologisch onderzoekscentrum aan de Universiteit van Zürich.
Sandri was co-auteur van meer dan zestig wetenschappelijke publicaties en schreef belangrijke artikelen over de membraanstructuur van zenuwcellen, hetgeen haar als niet-academicus in 1977 een eredoctoraat opleverde van de faculteit geneeskunde van de Universiteit van Zürich.

## Onderscheidingen
- Doctor honoris causa aan de Universiteit van Zürich (1977).

## Werken
- (en)  Membrane Morphology of the Vertebrate Nervous System, 1977.

- Gemeinsame Normdatei: 1047894289
- Historisch woordenboek van Zwitserland: 014614
- Virtual International Authority File: 306367685